# Gdzie jest Nancy?
Gdzie jest Nancy? (tytuł oryg. Downloading Nancy) – amerykański film fabularny (dramat psychologiczny) z 2008 roku. Jego światowa premiera odbyła się 21 stycznia 2008 r. podczas Sundance Film Festival.
Scenariusz filmu oparto na kanwie autentycznej historii.

## Opis fabuły
Nancy Stockwell wiedzie nieszczęśliwe życie. Przed laty molestowana przez wuja, nie może zajść w ciążę. Kobieta cierpi na depresję i uczęszcza na terapie psychiatryczne, podczas których utwierdza się w przekonaniu, że tkwi w sytuacji beznadziejnej. Jej małżeństwo z obojętnym i oschłym fascynatem golfa, Albertem, przeżywa poważny kryzys, a pożycie seksualne już dawno zamarło. Pewnego dnia Nancy porzuca życie, które dotychczas wiodła i przepada bez śladu. Mężowi pozostawia jedynie kartkę, która wyjaśnić ma, że wyjechała do przyjaciół w Baltimore. Po kilku dniach oczekiwania Albert uświadamia sobie, że Nancy zaginęła. Jego zaniepokojenie rośnie, gdy odkrywa internetową znajomość Nancy z mężczyzną o imieniu Louis Farley. Znajomość, która doprowadzi wszystkich do tragicznych konsekwencji.

## Obsada
- Maria Bello − Nancy Stockwell
- Jason Patric − Louis Farley
- Rufus Sewell − Albert Stockwell
- Amy Brenneman − Carol
- David Brown − Billy Ringel
- Matthew Harrison − zawodowy golfista
- Sunny Doench − prezenterka wiadomości
- Mikael Nyqvist − Stan
- Justin Scot − guru golfa
- Josh Strait − sanitariusz

## Produkcja
Film kręcono od 9 lutego do 11 marca 2007 r. w miejscowości Regina w Kanadzie (pomimo iż część akcji filmu toczy się w Baltimore w USA). Początkowo zdjęcia miały rozpocząć się już czerwcem 2005 r., lecz produkcja filmu opóźniła się z powodu ciąży Holly Hunter, która wówczas zaangażowana była do roli tytułowej. Gdy rok później Hunter zrezygnowała z udziału w przedsięwzięciu, jej rolę przejęła Maria Bello.
Początkowo z projektem powiązane były także nazwiska Williama Hurta, Radhi Mitchell, Danny'ego Hustona, Raya Liotty oraz Stellana Skarsgårda.

## Opinie
"Downloading Nancy" jest zbudowane na wspaniałej grze Marii Bello, która swoim występem pokazała, co oznacza strach i bezsilność. Doskonale wydobyła emocje swojej bohaterki, przez cały seans wierzymy, że Maria to Nancy, nie widzimy aktorki, tylko postać z krwi i kości.